# Kosina (Łańcut)

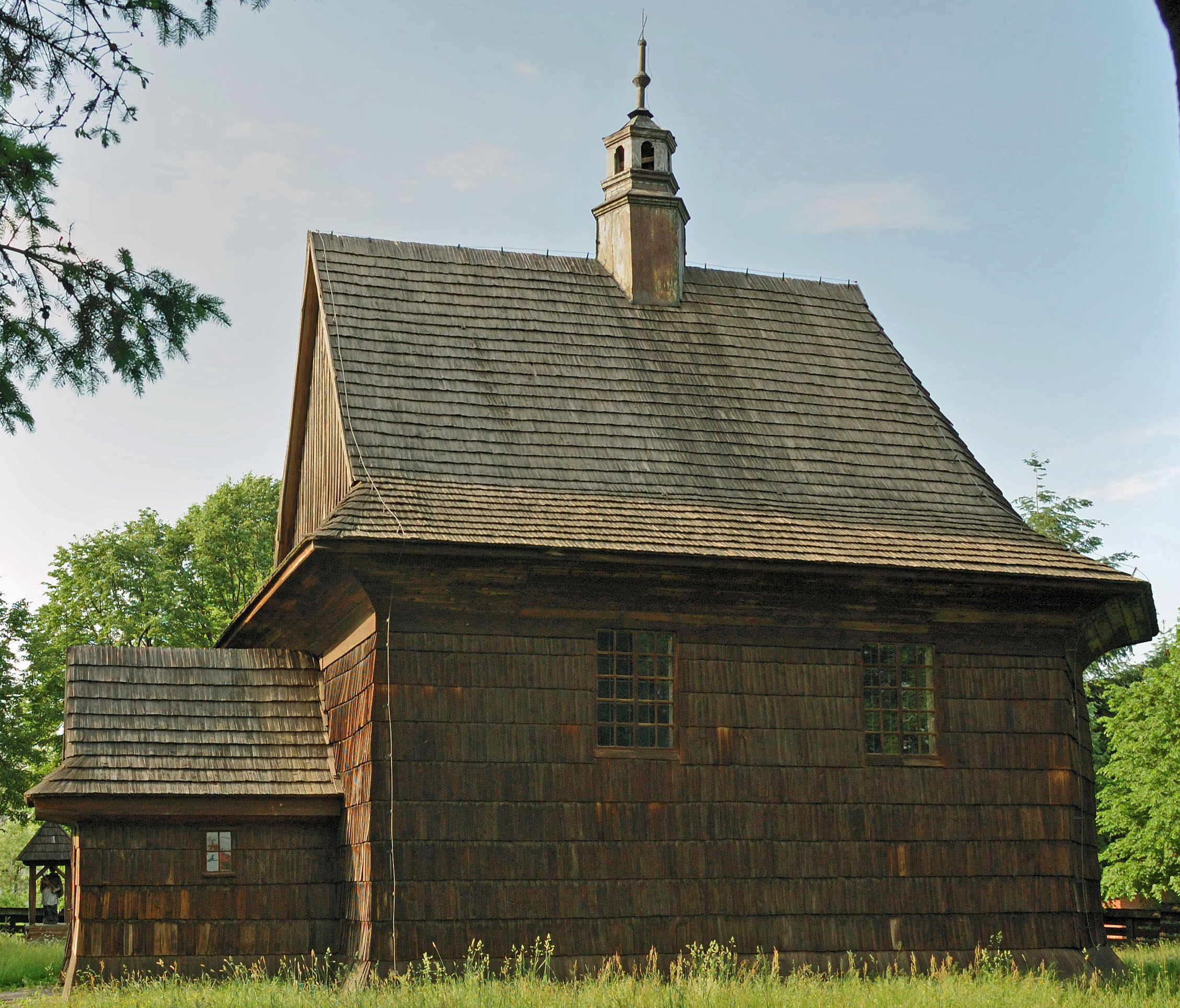
Alte Holzkirche

Kosina ist eine Ortschaft mit einem Schulzenamt der Gemeinde Łańcut im Powiat Łańcucki der Woiwodschaft Karpatenvorland in Polen.

## Geographie
Der Ort liegt im Rzeszów-Vorgebirge (der südlichste Teil des Sandomirer Beckens), am Bach Kosinka, einem rechten Wisłok-Zufluss, etwa 7 Kilometer östlich von Łańcut und 25 Kilometer östlich von Rzeszów.
Nachbarorte sind Markowa im Südwesten, Sonina im Südwesten, Głuchów im Westen, Dębina und Białobrzegi im Norden, Rogóżno im Osten, sowie Gać im Südosten.

## Geschichte
Im späten 14. Jahrhundert entstand um die Stadt Łańcut eine geschlossene deutsche Sprachinsel (später Walddeutsche genannt, die bis zum 18. Jahrhundert polnischsprachig wurden), von etwa zehn Dörfern, darunter höchstwahrscheinlich auch das Dorf Kosina. Im Lokationsdokument des Dorfs Newdorf (heute Kraczkowa) im Jahr 1369 wurden der Schultheiß (scultetus nomine Johannes) sowie das Dorf als Kossyna erstmals urkundlich erwähnt. Später im Dokument der Zehntverleihung im Gebiet von Łańcut als Cossyn erwähnt. Der Name des Dorfes ist slawisch, was zumindest von einer älteren örtlichen Namensherkunft zeugt, vielleicht kaufte es Otto von Pilcza von einem anderen Grundherr und besiedelte es danach mit deutschen Siedlern.
Mindestens bis zum 16. Jahrhundert wurde im Ort noch deutsch gesprochen, in den Jahren 1561 bis 1562 beklagten sich die Bewohner beim Bischof von Przemyśl, dass der örtliche Priester die polnische Sprache benutzte, die sie nicht verstehen.
Bei der Ersten Teilung Polens kam das inzwischen polnischsprachige Kosina 1772 zum neuen Königreich Galizien und Lodomerien des habsburgischen Kaiserreichs (ab 1804). Etwa vor 1780 kaufte Stanisław Szczęsny Potocki das Dorf, später gehörte es Konstancja Bekierska (Bielska), ab dem Jahr 1819 der Adelsfamilie Potocki. Nach der Aufhebung der Patrimonialherrschaft mit Leibeigenschaft bildete es ab 1850 eine Gemeinde im Bezirk und Gerichtsbezirk Łańcut.
1918, nach dem Ende des Ersten Weltkriegs und dem Zusammenbruch der k.u.k. Monarchie, kam der Ort zu Polen. Unterbrochen wurde dies nur durch die Besetzung Polens durch die Wehrmacht im Zweiten Weltkrieg.
Von 1975 bis 1998 gehörte Kosina zur Woiwodschaft Rzeszów.

## Persönlichkeiten
- Leopold Lis-Kula (1896–1919), polnischer Major
- Achilles Puchała (1911–1943), polnischer Seliger

## Sehenswürdigkeiten
- Alte Sankt-Sebastian-Holzkirche (1737)[5]